# Distretto di Da'an
Il distretto di Da'an (大安区S, Dà'ān QūP) è un distretto della Cina, situato nella provincia di Sichuan e amministrato dalla prefettura di Zigong.